# Robert Schaberl
Robert Schaberl (né le 9 juin 1961 à Feldbach) est un peintre autrichien.

## Biographie
Après six années d'études d'art au Mozarteum de Salzbourg, il s'en va en 1985 pour un an aux États-Unis. En Amérique, il produit ses premières œuvres, principalement des peintures à l'huile abstraites, et commence alors à se concentrer sur son motif, la "forme centrale". Elle consiste dans le développement d'un cercle depuis son centre, la peinture s'étend sur cette forme, comme on le voit dans ses premières photographies. À travers la réflexion, les jeux de lumières et la superposition de plusieurs couches, la couleur et l'effet spatial changent selon l'angle d'observation.
Il participe à sa première foire internationale à Dallas. Par la suite, il travaille pendant quatre ans à Berlin et à Miami et expose à l'Art Basel Miami Beach, Art Cologne et Art Forum Berlin.
En 2002, il s'installe à Vienne. En 2007, il obtient le 1 % artistique de la reconstruction de l'université technique de Graz.

## Source de la traduction
- (de) Cet article est partiellement ou en totalité issu de l’article de Wikipédia en allemand intitulé « Robert Schaberl » (voir la liste des auteurs).